# Longham
Longham è un villaggio e parrocchia civile dell'Inghilterra, appartenente alla contea del Norfolk.